# Sergej Alekseevič Čaplygin
Sergej Alekseevič Čaplygin (in russo  Серге́й Алексе́евич Чаплы́гин?; Čaplygin, 5 aprile 1869 – Novosibirsk, 8 ottobre 1942) è stato un fisico, matematico e ingegnere sovietico.
Nacque a Ranenburg, nel 1948 rinominata in suo onore Čaplygin, da una famiglia povera. Rimasto orfano all’età di due anni riuscì a proseguire negli studi per i sacrifici della madre e per la decisione della scuola di non fargli pagare le tasse di iscrizione. Mentre seguiva i corsi del Gymnasium a Voronež alcuni genitori di suoi compagni di scuola apprezzando le sue capacità lo incaricarono, all’età di soli 14 anni, di essere tutor dei loro figli. Con i soldi così guadagnati poté proseguire negli studi e nel contempo supportare la propria famiglia. Terminati gli studi ginnasiali si iscrisse all’Università di Mosca dove studiò dapprima fisica e matematica e successivamente meccanica fortemente influenzato dal suo docente Nikolaj Egorovič Žukovskij. Si laureò nel 1890 presso l’Università statale di Mosca dove insegnò dal 1894 dapprima come assistente e, quindi, dal 1903 come professore rassegnando nel 1911 le dimissioni in contrasto con la politica repressiva zarista nei confronti di quell'Università. Fu direttore dei Corsi Avanzati per Donne (Московских высших женских курсов (МВЖК)), quella che sarebbe diventata la Seconda Università di Mosca divenendone Rettore fino al 1919 quando questa si fuse con l'Università di Mosca. Partecipò alla organizzazione dell'Istituto Centrale di Aeroidrodinamica (TsAGI) a Mosca assumendone nel 1921, alla morte di Zhukovsky, la presidenza che mantenne fino al 1930, divenendone anche direttore esecutivo dal 1928 al 1931 per poi esserne direttore scientifico. Nel 1941 quando l'Istituto di Aeroidrodinamica fu evacuato da Mosca a causa degli eventi bellici si trasferì a Novosibirsk per dirigere la parte dell'istituto decentrato in quella città.

## Contributi scientifici
All'inizio della sua carriera studiò due classici problemi della meccanica teorica: il moto di un corpo soggetto a vincoli e il moto dei corpi intorno ad un punto fisso. Nel suo lavoro On the motion of a heavy body of revolution in a horizontal plane del 1897 descrisse una equazione generale del moto di un sistema anolonomo con una generalizzazione della equazione di Lagrange. Nello stesso anno pubblicò l'articolo On a certain possible generalisation of the theorem of areas. Sviluppò metodi di approssimazione per la risoluzione delle equazioni differenziali. A partire dal 1910 si occupò di problemi fluidodinamici interessandosi a fenomeni aerodinamici legati alle ali degli aerei. Propose, tra l'altro, l’equazione di Chaplygin utilizzata in fluidodinamica per lo studio dei problemi in regime transonico.

## Onorificenze[1]
- Fu membro dell’Accademia delle Scienze dell’URSS
- Vincitore del Premio Zhukovsky nel 1925
- Due volte insignito dell’Ordine di Lenin e due volte dell’Ordine della bandiera rossa del lavoro
- Insignito del titolo di Eroe del lavoro socialista nel 1941

A Sergej Alekseevič Čaplygin la UAI ha intitolato il cratere lunare Chaplygin